# Narauli
Narauli là một thị xã và là một nagar panchayat của quận Moradabad thuộc bang Uttar Pradesh, Ấn Độ.

## Địa lý
Narauli có vị trí 28°30′B 78°43′Đ / 28,5°B 78,72°Đ Nó có độ cao trung bình là 186 mét (610 feet).

## Nhân khẩu
Theo điều tra dân số năm 2001 của Ấn Độ, Narauli có dân số 16.682 người. Phái nam chiếm 53% tổng số dân và phái nữ chiếm 47%. Narauli có tỷ lệ 25% biết đọc biết viết, thấp hơn tỷ lệ trung bình toàn quốc là 59,5%: tỷ lệ cho phái nam là 31%, và tỷ lệ cho phái nữ là 18%. Tại Narauli, 19% dân số nhỏ hơn 6 tuổi.